# Tricon (Maßeinheit)
Tircon, nach Klimpert Tricon war ein älteres französisches Volumen- und Flüssigkeitsmaß. Es galt in Bordeaux.
- 1 Tricon = 20 Veltes/Viertel = 152 Liter
  - 1 Velte = 383,13 Kubikzoll (franz.) = 7,6 Liter